# Yaqub Espata
Yaqub Spata (en albanés: Jakup Bua Shpata, en griego: Γιαγούπης Σπάτας) fue el último señor de Arta, gobernando desde 1414/1415 hasta 1416, con una breve interrupción cuando fue expulsado por la población local. Su gobierno terminó después de su captura y ejecución por Carlo I Tocco, quien procedió a incorporar Arta a sus dominios.

## Biografía
Yaqub era un descendiente de la familia albanesa Espata. Nació en el Despotado de Arta en 1369. Era nieto de Juan Espata, el primer gobernante albanés de Arta, e hijo de Irene, hija de Juan, y miembro desconocido de la familia Espata. Tenía un hermano, Mauricio Espata, y dos medios hermanos del segundo matrimonio de su madre, Carlo y Madalena Marchesano.
Yaqub se crio en la corte otomana del sultán Mehmed I, donde se convirtió al Islam y adquirió tomó el nombre de Yaqub. En 1414/1415, en el momento de la muerte de su hermano mayor Mauricio, reclamó la sucesión sobre Arta. Con el apoyo de su madre Irene, logró asegurar el control sobre la propia la ciudad, mientras que su medio hermano Carlo se convirtió en gobernante de la cercana Rogí.
Sin embargo, su fe musulmana pronto provocó oposición, ya que los lugareños temían que los entregara a los otomanos. La población local se levantó, lo encarceló e instaló en su lugar a su medio hermano Carlo Marchesano. Liberado de la prisión, Yaqub buscó refugio en la corte otomana. Ahí consiguió la ayuda del sultán. Respaldado por un ejército otomano bajo un líder llamado Ismail, regresó a Arta y recuperó la ciudad después de un breve asedio. A su vez, exilió a su medio hermano e hizo ejecutar a los principales dirigentes de la ciudad por su papel en su derrocamiento.
Después de recuperar Arta, Yaqub se enfrentó a los planes del ambicioso conde palatino de Cefalonia y Zante, Carlo I Tocco. Carlo ya había adquirido posesión de Ioánina y la mitad norte del antiguo Despotado de Epiro unos años antes, haciéndose pasar por el campeón de los griegos locales contra los señores albaneses que habían conquistado Epiro, y ahora puso su mirada en las porciones del sur de Epiro alrededor de Arta, Etolia y Acarnania. La cronología del conflicto es algo vaga, ya que la fuente principal, la Crónica de los Tocco, no sigue un orden cronológico estricto. Sin embargo, está claro que Carlo, usando la fortaleza de Vobliana como su base, estaba asaltando los dominios de Espata ya antes del regreso de Yaqub al poder. Yaqub, junto con su suegro, Mauricio, que había desertado del servicio de Tocco, intentaron capturar a Vobliana. Los Espata fueron luego fuertemente derrotados por el hermano de Carlo, Leonardo II Tocco en Mazoma, cerca de la antigua Nicópolis, pero el hijo de Carlo, Torno, sufrió reveses contra los albaneses.
Después de que los Tocco lograron capturar el castillo de Riniasa, Leonardo intentó apoderarse de Rogoi y Carlo de Arta, pero Yaqub y su suegro logró defender su capital por el momento. Carlo se retiró a Ioánina, pero poco después pudo atraer a Yaqub a una emboscada cerca de Vobliana: Yaqub fue capturado y ejecutado inmediatamente (1 de octubre de 1416). Después de su muerte, los magnates de Arta tomaron el control de la madre de Yaqub y ofrecieron entregar la ciudad a Carlo si se respetaban sus derechos y privilegios existentes. Carlo aceptó y entró en Arta el 4 de octubre. Al mismo tiempo, Leonardo se hizo cargo de Rogoi.